# Папский университет Святого Фомы Аквинского
Папский университет святого Фомы Аквинского (лат. Pontificia Universitas Studiorum a Sancto Thoma Aquinate), известный как Ангеликум (лат. Angelicum) — один из основных папских университетов Рима. Служит учебным и исследовательским учреждением ордена доминиканцев.

## История
Ангеликум берёт начало от основанного Фомой Аквинским средневекового Студиума (Studium Generale) доминиканского ордена в Риме, и от итало-испанского Колледжа св. Фомы (лат. Collegium Divi Thomæ de Urbe), основанного монсеньором Хуаном Солано, бывшим епископом Куско (Перу), при доминиканском монастыре Санта-Мария-сопра-Минерва в Риме в 1577 году. Новый колледж был открыт для всех желающих, а не только для доминиканцев.
26 мая 1727 года папа Бенедикт XIII объявил колледж высшим учебным заведением доминиканцев и разрешил присваивать академические степени по теологии выпускникам.
В 1701 году благодаря щедрости кардинала Джироламо Казанатэ учебное заведение получило право пользования Библиотекой Казанатэ.
В 1873 году, из-за последствий, вызванных Рисорджименто, колледж был вынужден покинуть свою первоначальную резиденцию, и в течение многих лет помещался в различных римских дворцах.

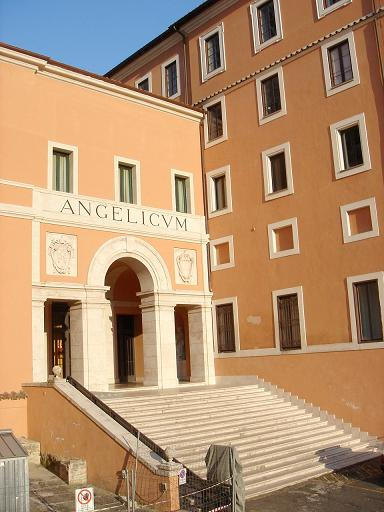
Фасад главного входа Папского университета св. Фомы Аквинского

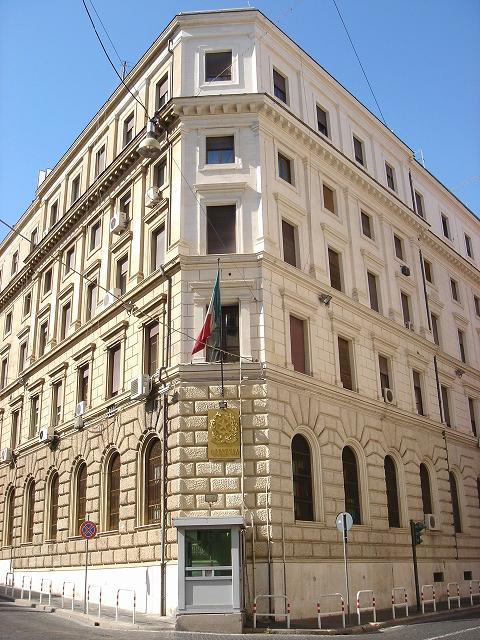
Предыдущее место Ангеликума (1908—1932) на улице Сан Витале 15.

В 1882 году был основан факультет философии.
В 1896 году был основан факультет канонического права.
2 мая 1906 года колледж получил наименование папского (лат. Pontificium Collegium Divi Thomæ de Urbe).
В ноябре 1908 года учреждён папой Пием X Папский Международный Колледж Ангеликум (лат. Pontificium Collegium Internationale Angelicum), который заменил собой Колледж св. Фомы. Колледж получил новое здание на улице Сан Витале 15.
В 1926 году Папский международный колледж Ангеликум стал институтом (лат. Pontificium Institutum Internationale Angelicum).
В 1932 году Ангеликум был перемещён в старинный доминиканский монастырь св. Доминика и Сикста.
В 1942 году Папский международный институт Ангеликум стал атенеем (лат. Pontificium Athenaeum Internationale Angelicum).
В 1950 году основан Духовный институт, включённый в состав факультета теологии.
В 1952 году основан Институт общественных наук, включённый в состав факультета философии.
7 марта 1963 года папа Иоанн XXIII присвоил Ангеликуму ранг Папского университета (лат. Pontificia Universitas Studiorum a Sancto Thoma Aquinate in Urbe).
В 1974 году Институт общественных наук стал факультетом.

## Факультеты
В состав университета входят четыре факультета:
- Канонического права[2]
- Социальных наук[3]
- Теологии[4]
- Философии[5]

## Институты
В состав университета входят два института:
- Институт Духовности (Spirituality Institute)[6]
- Высший институт религиозных наук св. Фомы Аквинского[7]

## Деятельность
Девятнадцать теологических и философских организаций, расположенных на пяти континентах, соединены с университетом. Среди которых стоит отметить:
- Блэкфрайарз студиум, Оксфорд (Англия)[9]
- Высший институт религиозных наук Mater Ecclesiæ, Рим (Италия)[10]
- Высший институт религиозных наук св. Фомы Аквинского, Киев (Украина)[11]
- Институт экуменическо-патристического греко-византийского богословия св. Николая, Бари (Италия)[12]

Библиотека университета насчитывает 200 тысяч томов.
В университете обучается около 1400 студентов.